# Regio Kitikmeot
Kitikmeot is een van de drie regio's waarin het Canadese Territorium Nunavut is onderverdeeld. De Inuitnaam ervan is "Kikitmoet Qitirmiut" (ᕿᑎᕐᒥᐅᑦ). De regio beslaat het zuidelijke- en oostelijke deel van het eiland Victoria (het andere deel behoort tot de Northwest Territories). Andere grote eilanden zijn Koning Willemeiland en Prins van Waleseiland, van dit laatste behoort enkel het zuidelijke deel tot Kitikmeot. Tot slot behoort een deel van het vasteland van Canada tot de regio, inclusief een deel van het schiereiland Boothia. De regionale hoofdplaats is Cambridge Bay (1.351 inw.).
Kitikmeot werd in 1999 in zijn huidige vorm ingesteld, nadat Nunavut een zelfstandig territorium ging vormen.

## Plaatsen en nederzettingen
- Cambridge Bay (Iqaluktuuttiaq)
- Gjoa Haven
- Kugaaruk (Pelly Bay)
- Kugluktuk (Coppermine)
- Taloyoak
- Bathurst Inlet
- Umingmaktuuq (Bay Chimo)

## Basisgegevens
(2001)
- Inwoners: 4.816
- Bevolkingsgroei: (1996-2001): +3,7%
- Woningen: 1.300
- Bevolkingsdichtheid: 0,011 / km²
- Van alle Canadese districten/regio's (gebieden die onder een staat of territorium vallen) neemt Kitikmeot de 286e plaats (van de 288) in, er zijn maar twee gebieden die nog minder inwoners hebben. Op het niveau van Nunavut neemt Kitikmeot de 3e plaats (van de 3) in.